# Tell Me You Love Me
Tell Me You Love Me – szósty solowy album studyjny amerykańskiej piosenkarki Demi Lovato. Został wydany 29 września 2017 roku nakładem Hollywood Records, Island Records oraz Safehouse Records. Pierwszym singlem został utwór „Sorry Not Sorry”. Album zadebiutował na pozycji trzeciej Billboard 200, sprzedając się w nakładzie 75,000 kopii i streamów w pierwszym tygodniu.

## Lista utworów
| Nr  | Tytuł utworu                     | Autorzy                                                                       | Produkcja                                 | Długość |
| --- | -------------------------------- | ----------------------------------------------------------------------------- | ----------------------------------------- | ------- |
| 1.  | „Sorry Not Sorry”                | Demi Lovato, Warren Felder, Sean Douglas, Trevor Brown, William Zaire Simmons | Oak, Brown, Zaire Koalo                   | 3:23    |
| 2.  | „Tell Me You Love Me”            | John Hill, Kirby Lauryen, Ajay Bhattacharya                                   | Hill, Stint, Mitch, Allan, Scott Robinson | 3:56    |
| 3.  | „Sexy Dirty Love”                | Lovato, Felder, Brown, Simmons                                                | Oak, Brown, Koalo                         | 3:33    |
| 4.  | „You Don't Do It for Me Anymore” | Lovato, Jonas Jeberg, Chloe Angelides, Ashlyn Wilson, James "Gladius" Wong    | Jeberg, Anton Kuhl, Allan, Robinson       | 3:17    |
| 5.  | „Daddy Issues”                   | Lovato, Felder, Simmons, Douglas                                              | Oak, Koalo                                | 3:09    |
| 6.  | „Ruin the Friendship”            | Lovato, Ido Zmishlany, Brittany Amaradio, Angelides                           | Zmishlany                                 | 3:53    |
| 7.  | „Only Forever”                   | Lovato, Felder, Douglas, Ilsey Juber, Toby Gad                                | Oak                                       | 3:17    |
| 8.  | „Lonely (featuring Lil Wayne)”   | Dijon McFarlane, Dwayne Carter, Sarah Aarons                                  | DJ Mustard, Allan, Robinson               | 4:41    |
| 9.  | „Cry Baby”                       | Lovato, Taylor Parks, Angelide,s Noonie Bao, Jamie Sanderson, Kevin Hissink   | Sermstyle, Hissink, Tayla Parx            | 3:42    |
| 10. | „Games”                          | Lovato, Felder, Brown, Simmons, Douglas                                       | Oak, Brown, Koalo                         | 3:08    |
| 11. | „Concentrate”                    | Jeff Shum, Dayyon Alexander, Jimmy Burney, Adam Tressler, Lovato              | Rush Hr., Allan, Robinson                 | 3:17    |
| 12. | „Hitchhiker”                     | Shum, Alexander, Burney, Tressler, Winston Howard, Lovato                     | Rush Hr., Allan, Robinson                 | 3:43    |
|     |                                  |                                                                               |                                           | 42:59   |

## Notowania i certyfikaty
| Lista przebojów (2017)                 | Najwyższa pozycja |
| -------------------------------------- | ----------------- |
| Australia (ARIA Charts)                | 8                 |
| Austria (Ö3 Austria Top 40)            | 29                |
| Belgia (Ultratop 200 Albums, Flandria) | 10                |
| Belgia (Ultratop 200 Albums, Walonia)  | 27                |
| Czechy (ČNS IFPI)                      | 16                |
| Dania (Album Top-40)                   | 26                |
| Finlandia (Suomen virallinen lista)    | 20                |
| Francja Les Charts                     | 63                |
| Hiszpania (PROMUSICAE)                 | 4                 |
| Holandia (MegaCharts)                  | 10                |
| Irlandia (IRMA)                        | 7                 |
| Kanada (Billboard Canadian Albums)     | 4                 |
| Meksyk (AMPROFON)                      | 2                 |
| Niemcy (GfK Entertainment)             | 32                |
| Norwegia (VG-Lista)                    | 13                |
| Nowa Zelandia (Recorded Music NZ)      | 6                 |
| Polska (OLiS)                          | 32                |
| Portugalia (AFP)                       | 28                |
| Słowacja (ČNS IFPI)                    | 27                |
| Szwajcaria (Alben Top 100)             | 32                |
| Szwecja (Sverigetopplistan)            | 13                |
| USA (Billboard 200)                    | 3                 |
| Wielka Brytania (UK Albums Chart)      | 5                 |
| Włochy (FIMI)                          | 12                |

| Kraj            | Certyfikat | Sprzedaż |
| --------------- | ---------- | -------- |
| Filipiny (PARI) | Złoto      | 7 500+   |